# Harald Johnsson i Skoglösa
Jöns Harald Johnsson (i riksdagen kallad Johnsson i Skoglösa), Jöns Harald Skoglösa (från 1962), född 11 september 1898 i Vinslövs församling, Kristianstads län, död där 1 april 1987, var en svensk politiker i Bondeförbundet/Centerpartiet.
Johnsson var ordförande för Svenska Landsbygdens Ungdomsförbund (SLU) 1942–1946. Han var ledamot av riksdagens andra kammare 1945–1952 i valkretsen Kristianstads län och återinträdde som riksdagsledamot vid sommarriksdagen 1958. Han var även landstingsledamot från 1943.